# Ухвати Смарта
Ухвати Смарта (енгл. Get Smart) америчка је акциона комедија из 2008. године у режији Питера Сегала. Темељи се на истоименој телевизијској серији Мела Брукса и Бака Хенрија, док главне улоге тумаче Стив Карел, Ен Хатавеј, Двејн Џонсон и Алан Аркин. У средишту филма је аналитичар по имену Максвел Смарт који сања да постане прави агент и бољи шпијун.
Приказан је 20. јуна 2008. године у САД. Упркос помешаним рецензијама критичара, остварио је комерцијални успех и зарадио 230 милион долара у односу на буџет од 80 милиона долара.

## Радња
Када штаб Контроле Америчке шпијунске агенције бива нападнут, а идентитет агената компромитован, шеф нема избора осим да унапреди свог вредног аналитичара Максвела Смарта, који је одувек сањао о томе да ради на терену уз шпијунског суперстара — агента 23. Смарт за партнера уместо тога добија јединог преосталог агента чији идентите није компромитован: љупког али смртоносног агента 99.
Док се Смарт и 99 приближавају великом плану КАОС-а, откривају да главни оперативац КАОС-а Зигфрид и његов помоћник Штаркер припремају план да уновче своју мрежу терора. Без много теренског искуства и са још мање времена, Смарт — наоружан једино неколицином шпијунских техничких стварчица и својим непоколебљивим ентузијазмом — мора да победи КАОС ако жели да буде херој.

## Улоге
| Глумац           | Улога           |
| ---------------- | --------------- |
| Стив Карел       | Максвел Смарт   |
| Ен Хатавеј       | агент 99        |
| Двејн Џонсон     | агент 23        |
| Алан Аркин       | шеф             |
| Теренс Стамп     | Зигфрид         |
| Маси Ока         | Брус            |
| Нејт Торенс      | Лојд            |
| Далип Синг       | Далип           |
| Кен Давитијан    | Штаркер         |
| Тери Круз        | агент 91        |
| Дејвид Кохнер    | Лараби          |
| Џејмс Кан        | председник САД  |
| Дејвид С. Ли     | Ладислас Крстик |
| Бил Мари         | агент 13        |
| Патрик Ворбертон | Хајми           |
| Џон Фарли        | агент 38        |
| Лари Милер       | агент Ције      |
| Кевин Нилон      | агент Ције      |
| Блејк Кларк      | генерал         |
| Седрик Јарбро    | Тејт            |
| Стивен Данам     | командант       |